# Eremodraba intricatissima
Eremodraba intricatissima là một loài thực vật có hoa trong họ Cải. Loài này được (Phil.) O.E.Schulz mô tả khoa học đầu tiên năm 1924.